# Pierre Danon
Pierre Danon (Boulogne-Billancourt, 14 maggio 1956) è un imprenditore francese.

## Biografia

### Famiglia ed educazione
Pierre Danon è nato il 14 maggio 1956 nell'XI arrondissement di Parigi. Figlio di Guy Danon, ricercatore scientifico, e Jeanne Seban, anch'essa ricercatrice, si è sposato. Il 6 settembre 1980 ha sposato Laurence Arnaud, ingegnere civile dell'École des Ponts ParisTech (classe 1978). Ha conseguito una laurea in giurisprudenza presso l'Università Panthéon-Assas e una laurea presso l'Institut Supérieur des Affaires (1980), poi conseguita con l'MBA dell'HEC Paris.

## Carriera professionale
Dopo essere entrato in Xerox nel 1989, è stato nominato Presidente di Xerox Europe nel 1997.
Nel 2000, Pierre Danon è stato nominato Presidente e CEO di BT Retail, una divisione di British Telecom, e ha fatto parte del Consiglio di Amministrazione del gruppo. Nel marzo 2005, Pierre Danon è stato nominato Chief Operating Officer del Gruppo Capgemini. È stato licenziato nell'ottobre 2005.
Da settembre 2008 al 2012, Pierre Danon è stato Presidente di Numericable-Completel. Da ottobre 2013 a dicembre 2019, è stato anche Vicepresidente del Consiglio di Amministrazione di AgroGeneration.
Nel settembre 2017, Pierre Danon è stato nominato Presidente del Consiglio di Amministrazione di Solocal. Dopo aver ricoperto anche la carica di Amministratore Delegato, ha lasciato l'azienda nel giugno 2021.

## Altri
È stato vicedirettore della campagna di François Fillon durante le primarie presidenziali repubblicane del 2016. Dopo la vittoria, ha guidato la divisione della società civile della sua campagna presidenziale.